# Joël Bouchard
Pour les articles homonymes, voir Bouchard.
Joël Bouchard (né le 23 janvier 1974 à Montréal dans la province de Québec au Canada) est un joueur professionnel canadien de hockey sur glace devenu dirigeant et entraîneur,.

## Carrière de joueur
Après quatre saisons junior dans la Ligue de hockey junior majeur du Québec, Bouchard est sélectionné en 1992, à la 129e position lors du 6e tour du repêchage de la Ligue nationale de hockey (LNH) par les Flames de Calgary. Il évolue dans la LNH avec les Flames, les Predators de Nashville, les Stars de Dallas, les Coyotes de Phoenix, les Devils du New Jersey, les Rangers de New York, les Penguins de Pittsburgh et les Islanders de New York. Il termine sa carrière dans la Ligue américaine de hockey avec les Bulldogs de Hamilton en 2008.
Au niveau international, il participe aux championnats du monde juniors en 1993 et 1994, remportant à chaque occasion la médaille d'or. En 1997, il est sélectionné dans l'équipe du Canada senior et remporte une nouvelle médaille d'or au championnat du monde 1997.

## Après-carrière
Avant de prendre sa retraite comme joueur, il intervient comme collaborateur à CKAC et produit et anime l'émission L'Académie de hockey McDonald's au Réseau des Sports (RDS), où lui et plusieurs joueurs professionnels québécois évoluant dans la LNH donnent des conseils aux jeunes et moins jeunes voulant parfaire ou corriger certains aspects de leur jeu. À partir de l'automne 2008, il devient collaborateur à la description des matchs des Canadiens sur RDS, en plus d'occuper un poste d'entraîneur-adjoint avec le Junior de Montréal.
En 2011, il quitte RDS pour se consacrer à l'Armada de Blainville-Boisbriand, équipe qui était auparavant le Junior de Montréal et dans lequel il est le nouveau directeur général et un des acquéreurs de la franchise.
À la suite du départ de l'entraîneur-chef Jean-François Houle en 2014 qui est parti pour les Condors de Bakersfield dans l'ECHL, il prend le poste d'entraîneur-chef de l'équipe tout en occupant le poste de directeur général.
Le 17 mai 2018, il est nommé par Marc Bergevin, directeur-général des Canadiens de Montréal, au poste d'entraîneur-chef du Rocket de Laval dans la Ligue américaine de hockey, poste qu'il occupe pendant trois saisons. Il est ensuite entraîneur-chef du Gulls de San Diego dans la Ligue américaine de hockey pour la saison 2021-2022. Depuis la saison 2023-2024, il est entraîneur-chef du Crunch de Syracuse.

## Statistiques

### Joueur
| Saison     | Équipe                        | Ligue      |     | Saison régulière | Saison régulière | Saison régulière | Saison régulière | Saison régulière |   | Séries éliminatoires | Séries éliminatoires | Séries éliminatoires | Séries éliminatoires | Séries éliminatoires |
| Saison     | Équipe                        | Ligue      | PJ  | B                | A                | Pts              | Pun              | PJ               | B | A                    | Pts                  | Pun                  |                      |                      |
| 1990-1991  | Collège-français de Longueuil | LHJMQ      | 53  | 3                | 19               | 22               | 34               | 8                | 1 | 0                    | 1                    | 11                   |                      |                      |
| 1991-1992  | Collège-français de Verdun    | LHJMQ      | 70  | 9                | 37               | 46               | 55               | -                | - | -                    | -                    | -                    |                      |                      |
| 1992-1993  | Collège-français de Verdun    | LHJMQ      | 60  | 10               | 49               | 59               | 126              | -                | - | -                    | -                    | -                    |                      |                      |
| 1993-1994  | Collège-français de Verdun    | LHJMQ      | 60  | 15               | 55               | 70               | 62               | -                | - | -                    | -                    | -                    |                      |                      |
| 1993-1994  | Flames de Saint-Jean          | LAH        | 1   | 0                | 0                | 0                | 0                | 2                | 0 | 0                    | 0                    | 0                    |                      |                      |
| 1994-1995  | Flames de Saint-Jean          | LAH        | 77  | 6                | 25               | 31               | 63               | 5                | 1 | 0                    | 1                    | 4                    |                      |                      |
| 1994-1995  | Flames de Calgary             | LNH        | 2   | 0                | 0                | 0                | 0                | -                | - | -                    | -                    | -                    |                      |                      |
| 1995-1996  | Flames de Saint-Jean          | LAH        | 74  | 8                | 25               | 33               | 104              | 16               | 1 | 4                    | 5                    | 10                   |                      |                      |
| 1995-1996  | Flames de Calgary             | LNH        | 4   | 0                | 0                | 0                | 4                | -                | - | -                    | -                    | -                    |                      |                      |
| 1996-1997  | Flames de Calgary             | LNH        | 76  | 4                | 5                | 9                | 49               | -                | - | -                    | -                    | -                    |                      |                      |
| 1997-1998  | Flames de Saint-Jean          | LAH        | 3   | 2                | 1                | 3                | 6                | -                | - | -                    | -                    | -                    |                      |                      |
| 1997-1998  | Flames de Calgary             | LNH        | 44  | 5                | 7                | 12               | 57               | -                | - | -                    | -                    | -                    |                      |                      |
| 1998-1999  | Predators de Nashville        | LNH        | 64  | 4                | 11               | 15               | 60               | -                | - | -                    | -                    | -                    |                      |                      |
| 1999-2000  | Predators de Nashville        | LNH        | 52  | 1                | 4                | 5                | 23               | -                | - | -                    | -                    | -                    |                      |                      |
| 1999-2000  | Stars de Dallas               | LNH        | 2   | 0                | 0                | 0                | 2                | -                | - | -                    | -                    | -                    |                      |                      |
| 2000-2001  | Griffins de Grand Rapids      | LIH        | 19  | 3                | 9                | 12               | 8                | -                | - | -                    | -                    | -                    |                      |                      |
| 2000-2001  | Coyotes de Phoenix            | LNH        | 32  | 1                | 2                | 3                | 22               | -                | - | -                    | -                    | -                    |                      |                      |
| 2001-2002  | River Rats d'Albany           | LAH        | 70  | 9                | 22               | 31               | 28               | -                | - | -                    | -                    | -                    |                      |                      |
| 2001-2002  | Devils du New Jersey          | LNH        | 1   | 0                | 1                | 1                | 0                | -                | - | -                    | -                    | -                    |                      |                      |
| 2002-2003  | Wolf Pack de Hartford         | LAH        | 22  | 6                | 14               | 20               | 22               | -                | - | -                    | -                    | -                    |                      |                      |
| 2002-2003  | Rangers de New York           | LNH        | 27  | 5                | 7                | 12               | 14               | -                | - | -                    | -                    | -                    |                      |                      |
| 2002-2003  | Penguins de Pittsburgh        | LNH        | 7   | 0                | 1                | 1                | 0                | -                | - | -                    | -                    | -                    |                      |                      |
| 2003-2004  | Rangers de New York           | LNH        | 28  | 1                | 7                | 8                | 10               | -                | - | -                    | -                    | -                    |                      |                      |
| 2004-2005  | Wolf Pack de Hartford         | LAH        | 7   | 1                | 3                | 4                | 6                | 6                | 0 | 2                    | 2                    | 20                   |                      |                      |
| 2005-2006  | Sound Tigers de Bridgeport    | LAH        | 15  | 4                | 9                | 13               | 10               | -                | - | -                    | -                    | -                    |                      |                      |
| 2005-2006  | Islanders de New York         | LNH        | 25  | 1                | 8                | 9                | 23               | -                | - | -                    | -                    | -                    |                      |                      |
| 2006-2007  | Sound Tigers de Bridgeport    | LAH        | 4   | 0                | 3                | 3                | 0                | -                | - | -                    | -                    | -                    |                      |                      |
| 2007-2008  | Bulldogs de Hamilton          | LAH        | 20  | 1                | 6                | 7                | 18               | -                | - | -                    | -                    | -                    |                      |                      |
| Totaux LNH | Totaux LNH                    | Totaux LNH | 364 | 22               | 53               | 75               | 264              | -                | - | -                    | -                    | -                    |                      |                      |

| Année | Compétition                 |    | PJ | B | A | Pts | Pun           |  | Résultats |
| 1993  | Championnat du monde junior | 7  | 0  | 0 | 0 | 0   | Médaille d'or |  |           |
| 1994  | Championnat du monde junior | 7  | 0  | 1 | 1 | 10  | Médaille d'or |  |           |
| 1997  | Championnat du monde        | 11 | 0  | 1 | 1 | 2   | Médaille d'or |  |           |

### Entraîneur
| Saison    | Équipe                          | Ligue |    | PJ | V  | D  | Pr   | % V                               |  | Séries éliminatoires |
| 2014-2015 | Armada de Blainville-Boisbriand | LHJMQ | 68 | 41 | 18 | 9  | 66,9 | Éliminés au 1er tour              |  |                      |
| 2015-2016 | Armada de Blainville-Boisbriand | LHJMQ | 68 | 26 | 32 | 10 | 45,6 | Éliminés au 2e tour               |  |                      |
| 2016-2017 | Armada de Blainville-Boisbriand | LHJMQ | 68 | 43 | 19 | 6  | 67,6 | Finalistes                        |  |                      |
| 2017-2018 | Armada de Blainville-Boisbriand | LHJMQ | 68 | 50 | 11 | 4  | 73,5 | Finalistes                        |  |                      |
| 2018-2019 | Rocket de Laval                 | LAH   | 76 | 30 | 34 | 12 | 47,4 | Non qualifiés                     |  |                      |
| 2019-2020 | Rocket de Laval                 | LAH   | 62 | 30 | 24 | 8  | 54,8 | Séries annulées                   |  |                      |
| 2020-2021 | Rocket de Laval                 | LAH   | 36 | 23 | 9  | 4  | 69,4 | Non qualifiés                     |  |                      |
| 2021-2022 | Gulls de San Diego              | LAH   | 68 | 28 | 33 | 7  | 46,3 | Éliminés en tour de qualification |  |                      |
| 2023-2024 | Crunch de Syracuse              | LAH   | 72 | 39 | 24 | 9  | 60,4 | Éliminés au 2e tour               |  |                      |